# Kamisaka Sekka
Kamisaka Sekka (神坂 雪佳?   1866–1942) fue una figura artística importante a principios del siglo XX en Japón. Nacido en el seno de una familia samurái de Kioto, su talento para el arte fue reconocido de forma temprana. En algún momento se identificó a sí mismo como miembro de la tradicional escuela de arte Rinpa. Es considerado el último gran exponente de este estilo. 
Sus trabajos en pergaminos, biombos, barnices, cerámicas y textiles reavivaron la tradición Rinpa.

## Influencias y estilo

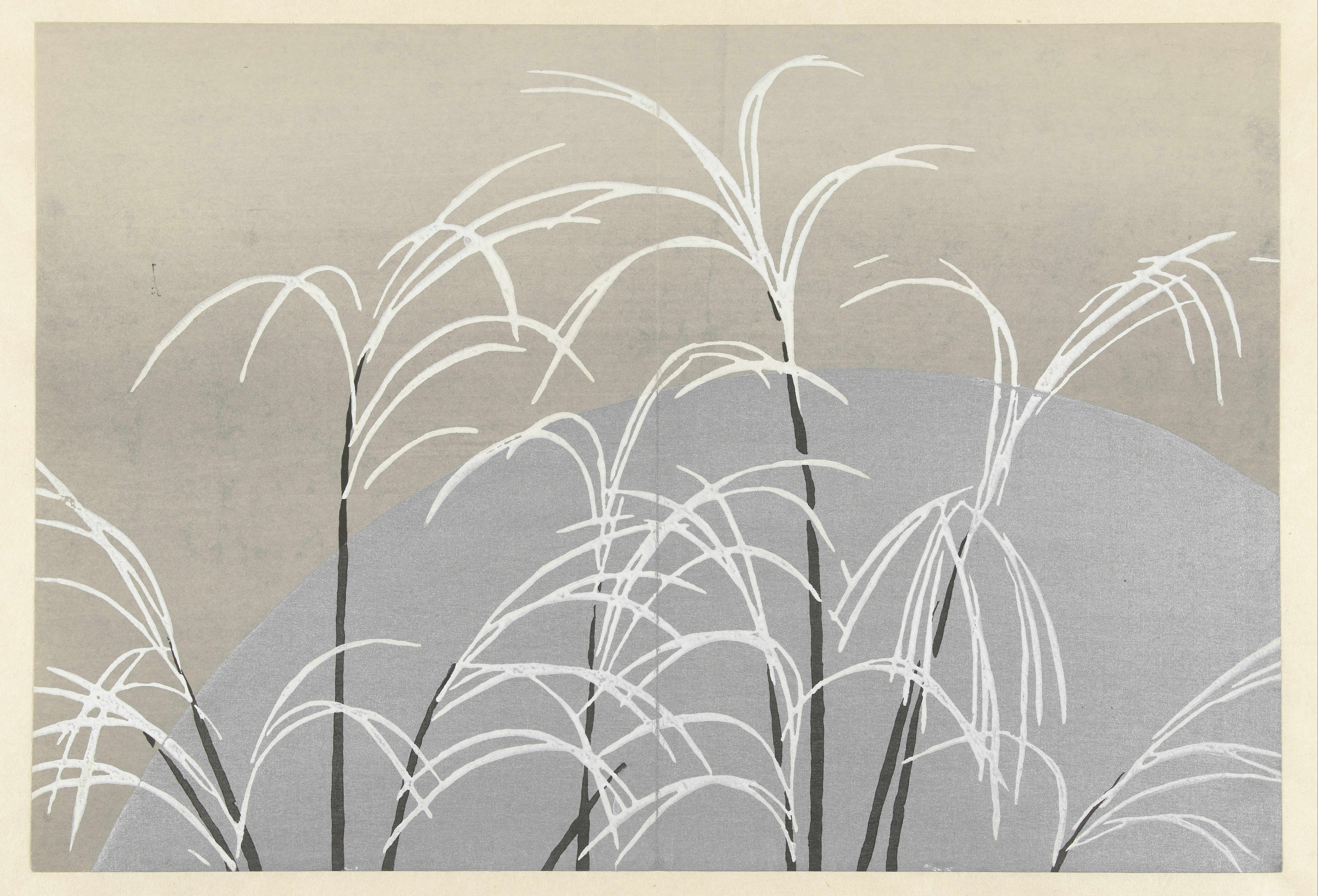
Luna sobre Musashino (1909-1910), de la serie Momoyagusa.

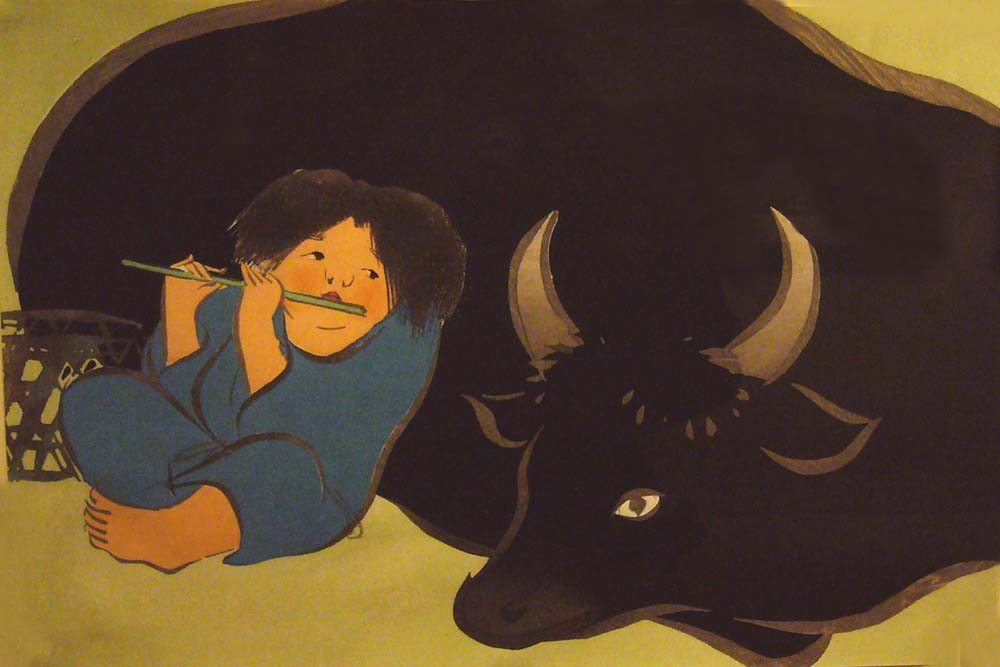
Flautista de bueyes (1909-1910), de la serie Momoyagusa.

A medida que los estilos japoneses tradicionales pasaron de moda (como el estilo Rinpa), Japón implementó políticas para promover el estilo artístico único del país, mediante la mejora del estatus de los artistas tradicionales, que infundieron en sus obras una dosis de Modernismo. En 1901, el gobierno japonés envió a Sekka a Glasgow, donde fue notablemente influenciado por el Art Nouveau. Trató de aprender más sobre la atracción occidental por el Japonismo y qué elementos serían más atractivos para Occidente. Al regresar al país nipón, enseñó en la recién inaugurada Escuela Municipal de Artes y Oficios de Kioto, experimentó con los gustos, estilos y métodos occidentales, y los incorporó a sus obras de estilo japonés, que por lo demás tradicionales. Mientras se apega al tema tradicional nipón y algunas características de la escuela Rinpa, el efecto general es muy occidental y moderno. Utiliza colores brillantes en grandes áreas; sus imágenes parecen ser patrones en lugar de imágenes propias de un sujeto; los colores simulan "estallar", dando a las pinturas una calidad casi tridimensional.

## Momoyagusa

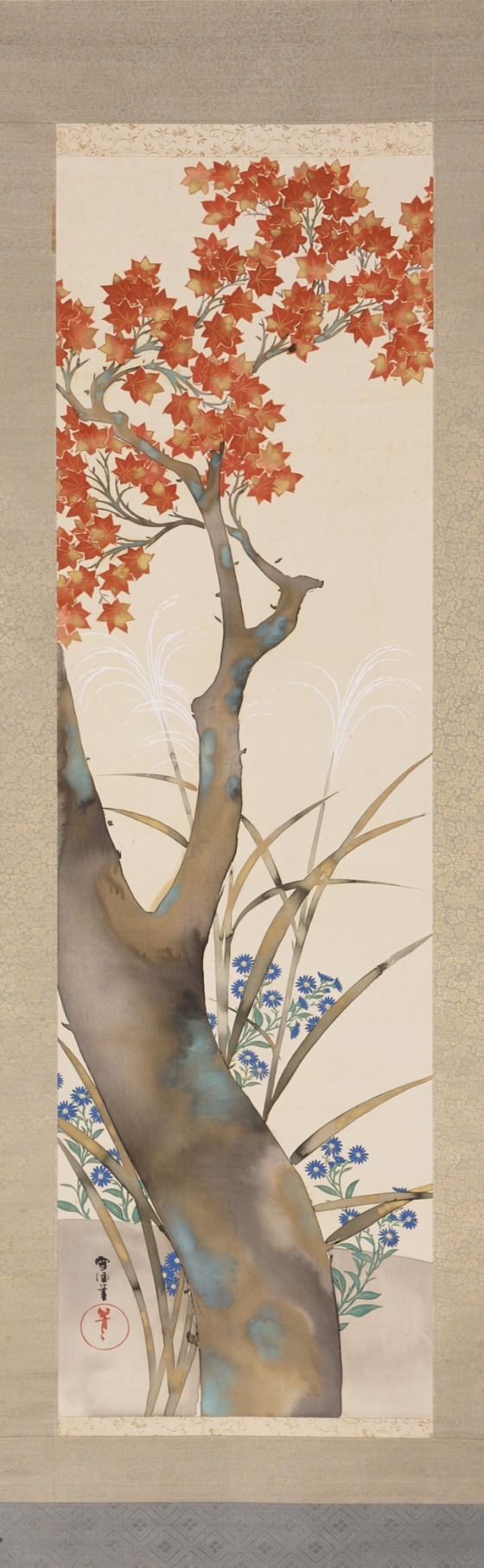
Arce otoñal, finales del siglo XIX

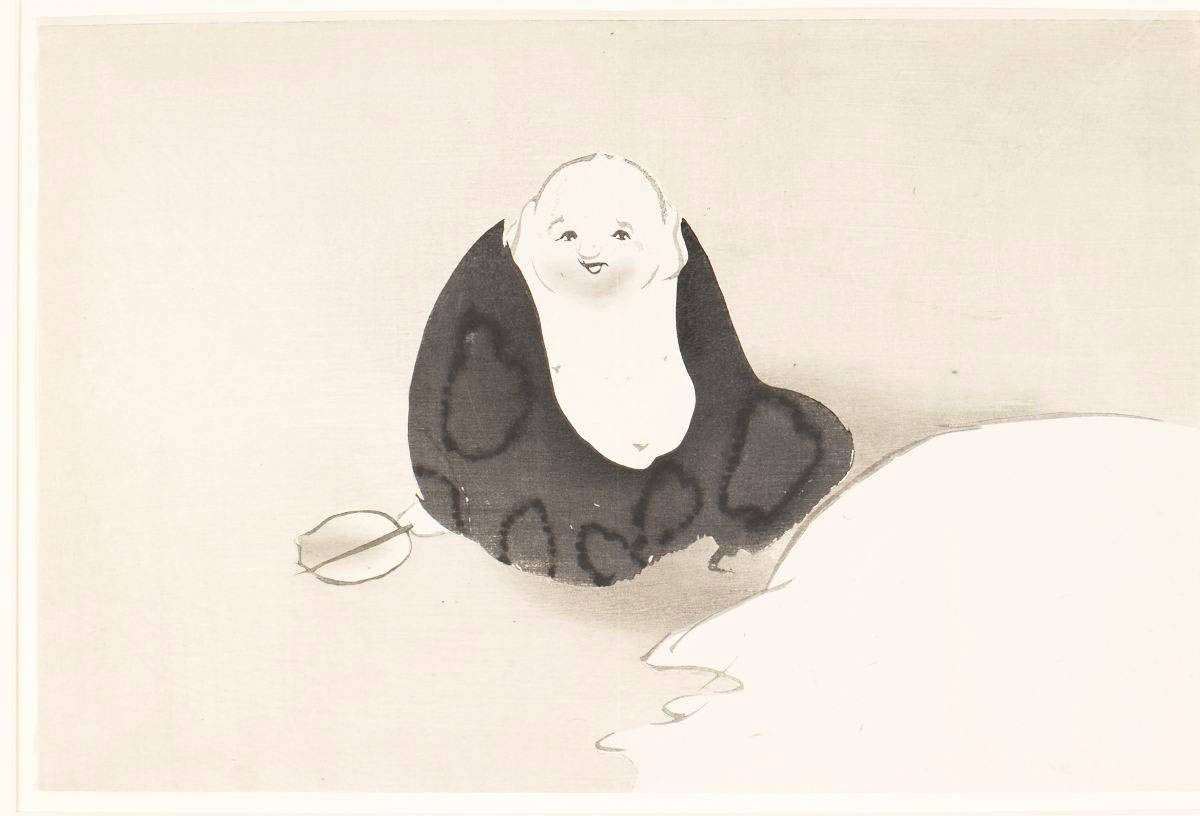
Un grabado de madera de la serie Momoyagusa

La serie de grabados de madera, Momoyagusa (Un mundo de cosas), es considerada la obra maestra de Kamisaka Sekka. El conjunto de tres volúmenes fue encargado entre 1909 y 1910 por la editorial Unsōdō de Kioto. El nombre japonés de la serie se puede encontrar por primera vez en el texto poético del siglo VIII, Colección de diez mil hojas (Man'yōshū), que se refiere a una hierba otoñal de hojas múltiples (momoyogusa), posiblemente un crisantemo o ajenjo. La obra, compuesta de sesenta imágenes, muestra una variedad de paisajes, figuras, temas clásicos y innovadores, capturados en un espacio reducido. Muestran el completo dominio de Sekka del estilo tradicional Rinpa, además de aportar su propio enfoque y su comprensión de las innovaciones que influyen en Japón en ese momento.